# 7F busz (Szeged)
A szegedi 7F jelzésű autóbusz a Mars tér (üzletsor) és Kiskundorozsma, Fürdő között közlekedik a 67-es és a 67Y betétjárataként. A viszonylatot a Volánbusz Zrt. üzemelteti.

## Megállóhelyei
Az átszállási kapcsolatok között az azonos útvonalon közlekedő 67-es és 67Y busz nincs feltüntetve!
| 0  | Mars tér (üzletsor) végállomás              | 22 | 5, 7, 7A, 9, 19 21, 60, 60Y, 64, 70, 71, 71A, 72, 72A, 73, 73Y, 74, 75, 76, 76Y, 77, 77A, 77Y, 78, 78A, 79H Helyközi buszok 1374, 1375, 1441, 1503, 1504, 1506, 1507, 1510, 1513, 1515, 1516, 1517, 1518, 1841 |
| 1  | Tavasz utca                                 | 20 | 1, 2 64, 71, 72, 72A, 75, 78, 78A, 79H Helyközi buszok |
| 2  | Damjanich utca                              | 19 | 1, 2 64, 71, 72, 72A, 75, 78, 78A, 79H |
| ∫  | Vásárhelyi Pál utca (Kossuth Lajos sugárút) | 18 | 1, 2 64, 71, 72, 72A, 75, 78, 78A, 79H, 90, 90F |
| 5  | Rókus vasútállomás bejárati út              | 17 | 1 64, 71, 72, 72A, 75, 78, 78A, 79H, 90H Helyközi buszok 1486, 1503, 1504 Szeged–Békéscsaba |
| 7  | Fonógyári út                                | 16 | 3F 64, 71, 72, 72A, 75, 79H, 90H Helyközi buszok |
| 9  | Budapesti út                                | 14 | 36, 71, 72, 72A, 75, 79H, 90H Helyközi buszok |
| 10 | Kollégiumi út                               | 12 | 36, 75 Helyközi buszok |
| 12 | Kiskundorozsma, vasútállomás bejárati út    | 10 | 36, 75 Helyközi buszok Cegléd–Szeged |
| 13 | Tassi ház                                   | 9  | 36, 75 |
| 15 | Csatorna                                    | 7  | 36, 75 Helyközi buszok |
| 16 | Malom (Dorozsmai út)                        | 6  | 36, 75 |
| 17 | Kiskundorozsma, ABC                         | 5  | Helyközi buszok 1507, 1510, 1513 |
| 18 | Brassói utca                                | 4  | |
| 19 | Széksósi út                                 | 3  | Helyközi buszok |
| 20 | Csipkebogyó utca                            | 2  | Helyközi buszok |
| 21 | Subasa                                      | 1  | Helyközi buszok |
| 22 | Kiskundorozsma, Fürdő végállomás            | 0  | Helyközi buszok |